# 요힘베
요힘베는 용담목 꼭두서니과의 식물이다.

## 설명
나무는 약 30cm 정도 자란다. 나무 껍질은 회색에서 적갈색이다. 세로 균열이 있으며 껍질을 벗기기 쉽고 쓴 맛이 있다. 내부 껍질은 분홍색을 띠고 섬유질이다. 변재는 황색을 띠고 심재는 황토색이다. 잎은 짧은 (2cm)잎자루가 있는 3개의 그룹으로 자란다. 잎은 타원형이며 길이는 11~47cm이고, 너비는 5~17cm이다.

## 같이 보기
- 커피나무속